# 両都賦
『両都賦』（りょうとふ）は、中国の詩作品のひとつである。中国後漢の歴史家・文学者である班固（32年 - 92年）の作。

## 概要
83年（建初8年）頃の成立。題は西都（長安）賦と東都（洛陽）賦の意。
東都の主人と西都の客とを登場させ、西都の客が旧都長安の美しさ、文化や制度が整っていることを誇張表現し、そのあと東都主人が西都の客の主張に論じかえしながら、東都の美しさを語らせたもの。
班固は後漢の皇帝である和帝（在位88年 - 105年）が都を洛陽（東都）から前漢時代の都の長安（西都）に移そうとするのを危惧して、この賦を作りいさめた。
『文選』等に収録されている。